# Ranunculus muricatus
Ranunculus muricatus , comummente conhecida como bugalhó, é uma espécie de planta com flor, pertencente à família das ranunculáceas e ao tipo fisionómico dos terófitos. 

## Nomes comuns
Além de bugalhós, dá ainda pelos seguintes nomes comuns: botões-de-ouro(não confundir com a espécie Ranunculus repens, comummente conhecida como botão-de-ouro) e ranúnculo-de-pontas.

### Etimologia
Do que toca ao nome científico:
- O nome genérico, Ranunculus, vem do latim e significa “rã” (foi graças a Plínio, autor e naturalista latino, que nos chegou esta etimologia)[5], mercê da ecologia habitual das espécies deste género de planta, que preferem as zonas húmidas, umbrosas e uliginosas, que por sinal coincidem com o habitat do anfíbio homónimo.[6]
- O epíteto específico, muricatus, provém do latim e significa «espinhoso»[7] ou «pontiagudo»[8].

Do que toca aos nomes comuns, entende-se que «bugalhó» será uma deturpação de bugalho; que o nome «botões-de-ouro» vem por alusão às flores amarelas desta planta; e que o nome «ranúnculo-de-pontas» resulta de uma adaptação do nome, com tradução do epíteto específico, que por seu turno alude ao formato das folhas desta espécie.

## Distribuição
Esta espécie marca presença nas regiões da orla mediterrânica e na Macaronésia, encontrando-se, também, naturalizada no continente americano e na Austrália.

### Portugal
Trata-se de uma espécie presente no território português, nomeadamente em todas as regiões de Portugal Continental, no Arquipélago dos Açores e no Arquipélago da Madeira.
Em termos de naturalidade, é nativa de Portugal Continental e do Arquipélago da Madeira, mas trata-se de uma espécie exótica que foi introduzida no arquipélago dos Açores.

### Ecologia
Trata-se de uma espécie ruderal, capaz de medrar tanto em courelas agricultadas ou em pousio, bouças, veigas e ermos. Em geral, privilegia os solos húmidos e perturbados, podendo, por isso, encontrar-se na orla de cursos de água.

## Protecção
Não se encontra protegida por legislação portuguesa ou da Comunidade Europeia.

## Descrição
Trata-se de uma planta anual, que pode medir entre 5 a 50 centímetros de altura, contando com um caule ramificado, de orientação de crescimento ascendente ou erecta.
É uma planta glabra, ou pelo menos tende a perder os pêlos quando atinge a maturidade. Relativamente ao caule caracteriza-se pela sua coloração esverdeada e formato cilindrico, é oco e fistuloso, contando com uma cavidade central de orientação longitudinal.
Quanto às folhas, pautam-se pelo formato cordiforme-arredondado, são trifendidas e trilobadas, contando com segmentos recortados na margem e arredondados, ou então com dentes perpendiculares à linha de contorno. Os pedúnculos das folhas são sulcados, com nervuras fundas, estreitas e de orientação longitudinais.
No que toca às flores, são de coloração amarelada, contando com cinco pétalas de feitio obovado ou elíptico, sendo que cada uma delas está provida de um nectário na base. Esmiuçando a anatomia destas flores, comporta relatar que o cálice também é dotado de 5 sépalas e tem um formato curvo, voltado para trás ou para a base. O androceu é composto por vários estames. A época de floração, em Portugal, estende-se de Fevereiro a Julho.
Do que toca aos frutos, consistem em aquénios de rosto largo e comprido, espinhosos no disco e glabros na margem, que estão dispostos em espiga globosa ou globosa-ovóide.

## Cuidados
As folhas desta espécie são venenosas para o gado.

## Taxonomia
A autoridade científica da espécie é Lineu, tendo sido publicada em Species Plantarum 1: 555. 1753.

### Sinónimos[2]
- Ranunculus cabulicus Boiss.
- Ranunculus coronatus Ehrenb. ex Boiss.
- Ranunculus echinatus Vent.
- Ranunculus graecus Griseb.
- Ranunculus microcarpus Bertol.
- Ranunculus muricatus brasilianus DC.
- Ranunculus muricatus emuricatus G.H. Dar & P. Kachroo
- Ranunculus muricatus graecus (Griseb.) Heldr. & Sart. ex Boiss.
- Ranunculus muricatus graecus (Griseb.) Heldr. & Sart. ex Boiss.
- Ranunculus muricatus pygmaea Pit.
- Ranunculus ventricosus Vent.